# Kévin Lalouette
Pour les articles homonymes, voir Lalouette.
Kévin Lalouette, né le 18 février 1984 à Abbeville est un coureur cycliste français. Ancien membre de plusieurs formations chez les amateurs (dont le CC Nogent-sur-Oise et l'USSA Pavilly Barentin), il est professionnel au sein de l'équipe continentale française Roubaix Lille Métropole entre 2011 et 2013. Sélectionné à de nombreuses reprises  en équipe de France, il participe à plusieurs championnats du monde de cyclisme sur piste sous la bannière tricolore. 
Son père, Éric Lalouette, est également un ancien coureur cycliste professionnel qui a participé au Tour de France en 1976 dans les rangs de la formation Lejeune-BP et engrangé près de deux cents victoires au cours de sa carrière.

## Biographie

### carrière chez les amateurs

#### Les débuts cyclistes
Natif d'Abbeville, c'est assez naturellement en Picardie que Kévin Lalouette débute chez les amateurs. Il est membre de plusieurs clubs dont le VC Beauvais-Oise et l'AC Clermontois mais court assez longtemps dans la formation isarienne du CC Nogent-sur-Oise. 
Dominateur chez les cadets où il glane plusieurs bouquets dont le titre de champion régional de sa catégorie, il est sélectionné pour la première fois en équipe de France sur route à la fin de l'année 2000.
Il gagne sa première épreuve régionale chez les juniors au mois de mars 2001 en battant au sprint son coéquipier Skrzypezak lors du Prix de Sainte-Geneviève.
En 2002, Kévin Lalouette obtient trois titres de champion de Picardie et la médaille d'argent de la poursuite par équipes juniors aux Championnats de France de cyclisme sur piste. Ces performances lui permettent de participer aux championnats du monde de cyclisme sur piste juniors à Melbourne en Australie du vingt-et-un au vingt-cinq août. Il se classe, à cette occasion, cinquième du tournoi de poursuite individuelle.

#### 2003-2008: coureur au CC Nogent-sur-Oise
Il monte sur la troisième marche du podium lors des Championnats de France de cyclisme sur piste 2003. La même année il est victime d'une grave chute sur Paris-Mantes espoir qui entrave sa progression.
En 2005, il est second du championnat de Picardie sur route et la course aux points lui permet d'obtenir le bronze aux championnats de France sur piste espoirs.
Kévin Lalouette est sélectionné plusieurs fois en équipe de France de cyclisme sur piste au cours de la saison 2006. Il dispute les Championnats d'Europe de cyclisme sur piste à Athènes dans la catégorie espoirs avec son futur coéquipier roubaisien Morgan Kneisky et fait partie à deux reprises du quatuor de poursuite par équipes qui participe à la coupe du monde durant l'intersaison 2006-2007,.
En 2007, il dispute la Boucle de l'Artois, et les championnats du monde de cyclisme sur piste de Majorque en Espagne avec les pistards français,. À cette occasion, il finit onzième de la poursuite par équipes en compagnie d'Alexandre Lemair, Nicolas Rousseau et Fabien Sanchez. Sur la route, il gagne le Prix de Saint-Maximim, la première étape de la Mi-août en Bretagne et le Trophée des champions où il s'impose devant les coureurs professionnels Steven Tronet et Jérémie Galland.
Pendant l'année 2008, il gagne une manche de la Mi-Août soissonnaise ainsi que le classement de la régularité de cette épreuve courue sur plusieurs jours. Kévin Lalouette termine aussi cinquième du Grand Prix de la ville de Pérenchies et du Grand Prix de Guerville, il est également septième de Paris-Chauny. Au mois d'octobre, il fait le choix de quitter le CC Nogent-sur-Oise pour s'engager en faveur de l'USSA Pavilly Barentin.

#### 2009-2010: coureur à l'USSA Pavilly Barentin
Pour sa première saison sous les couleurs de la formation normande, il gagne les Trois jours de Cherbourg devant Arnaud Courteille, la deuxième étape de Saint-Brieuc Agglo Tour et le titre de Champion de Normandie du contre-la-montre. Il signe également quelques places d'honneur et termine notamment second du Grand Prix d'ouverture à Saint-Hilaire-du-Harcouët, du Circuit d'Armorique et troisième de Saint-Brieuc Agglo Tour. Durant l'été il se fait remarquer en finissant sur la deuxième marche du podium lors du Grand Prix des Marbriers et de la Mi-août en Bretagne, deux courses appartenant au calendrier de l'UCI Europe Tour.
L'année suivante, il s'impose au mois d'avril lors de la deuxième étape de la Boucle de l'Artois (manche de la Coupe de France des clubs cyclistes de DN 1) devant les futurs coureurs professionnels Evaldas Šiškevičius et Ramūnas Navardauskas. Au total, il glane huit succès en 2010 dont le Grand Prix de Beauchamps, le Circuit d’Armorique, le Saint-Brieuc Agglo Tour grâce à son talent dans l'épreuve contre-la-montre et conserve son titre de champion de Normandie. Au mois de juillet, il s'adjuge deux médailles d'argent aux championnats de France de cyclisme sur piste disputés sur le vélodrome de Hyères. Il réitère, quelques semaines plus tard, ses performances de 2009 lors du Grand Prix des Marbriers et de la Mi-août en Bretagne. Il s'impose en fait comme un des meilleurs amateurs français et finit à la troisième place du classement national établi par la FFC.

### 2011-2013: carrière  professionnelle

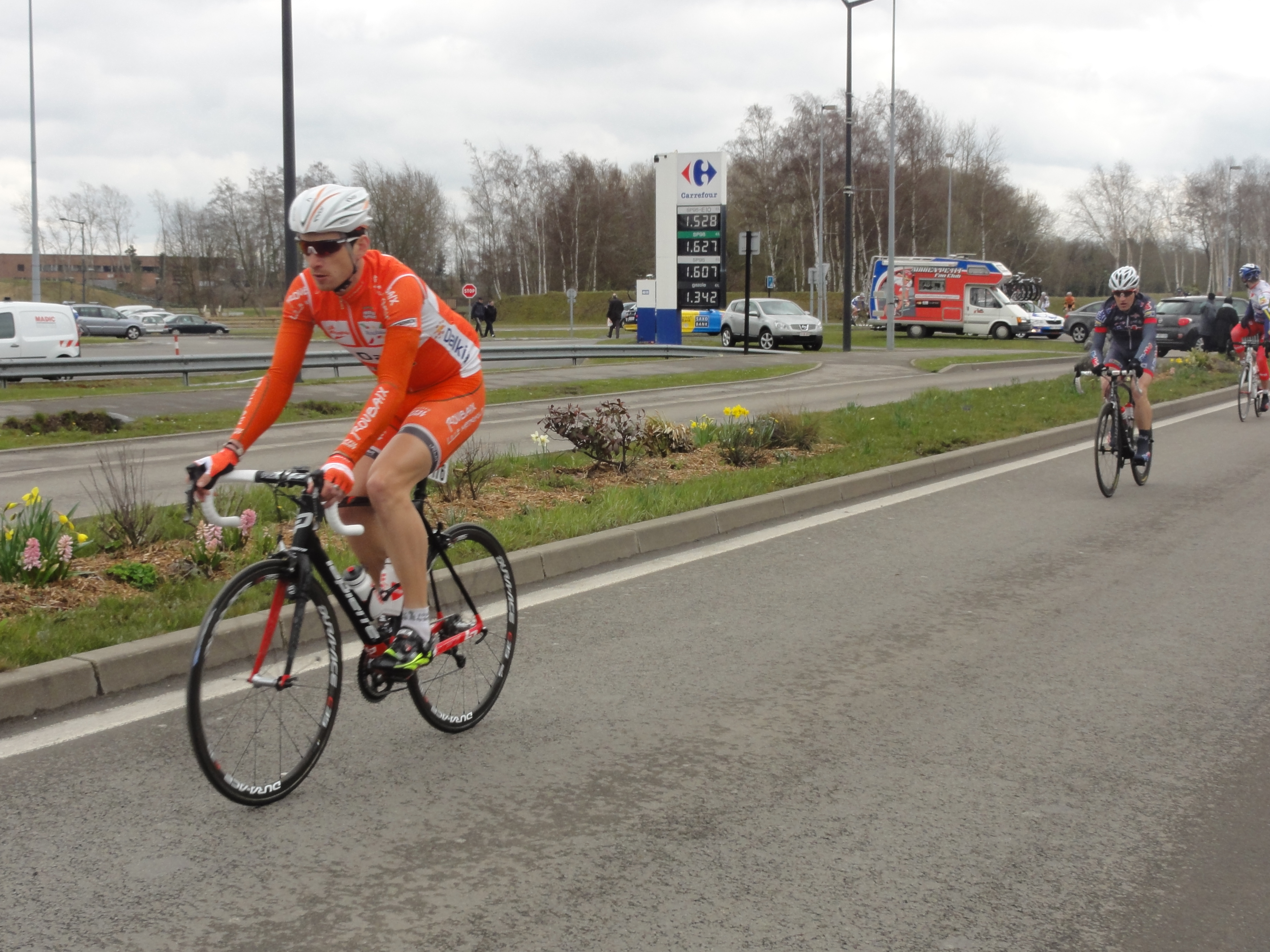
Kévin Lalouette au Grand Prix de Denain le 11 avril 2013.

Ses résultats incitent les directeurs sportifs de l'équipe continentale Roubaix Lille Métropole à lui faire signer un contrat professionnel à la fin de l'année 2010,.
En 2011, et pour ses premiers pas à ce niveau, le néo-professionnel termine troisième d'une étape et second du classement général de la Ronde de l'Oise à la fin du printemps. Ces deux performances obtenues dans sa région d'origine constituent ses meilleurs résultats de l'année sur la route. Il est aussi neuvième du Grand Prix de Guerville au mois de septembre.
En 2012, il se classe deuxième de la troisième étape des Quatre Jours de Dunkerque derrière Jimmy Engoulvent le futur vainqueur de l'épreuve. Il occupe la même place à l'arrivée du Grand Prix Beeckman-De Caluwé à Ninove en Belgique et finit également dixième de Paris-Chauny. 
La saison suivante, son premier semestre de compétition est  perturbé par les conditions climatiques et quelques soucis de santé. Il n'engrange que peu de résultats à l'exception d'une huitième place au critérium d'Amiens. Au cours de l'été, Kévin Lalouette termine seizième de la Ronde pévéloise le sept juillet. Le lendemain il se classe huitième du Critérium de Gayant à Douai puis troisième de l'Étoile d'or à la fin du mois. Le 15 août, il remporte le Grand Prix de Gommegnies devant ses coéquipiers Franck Vermeulen et Maxime Le Montagner offrant ainsi à Roubaix Lille Métropole un triplé inédit. Quelques jours plus tard, Lalouette s'empare du maillot des grimpeurs lors de la première étape du Tour du Limousin en passant en tête de la dernière difficulté de la journée mais le perd le lendemain.

### 2014-2018: le retour chez les amateurs

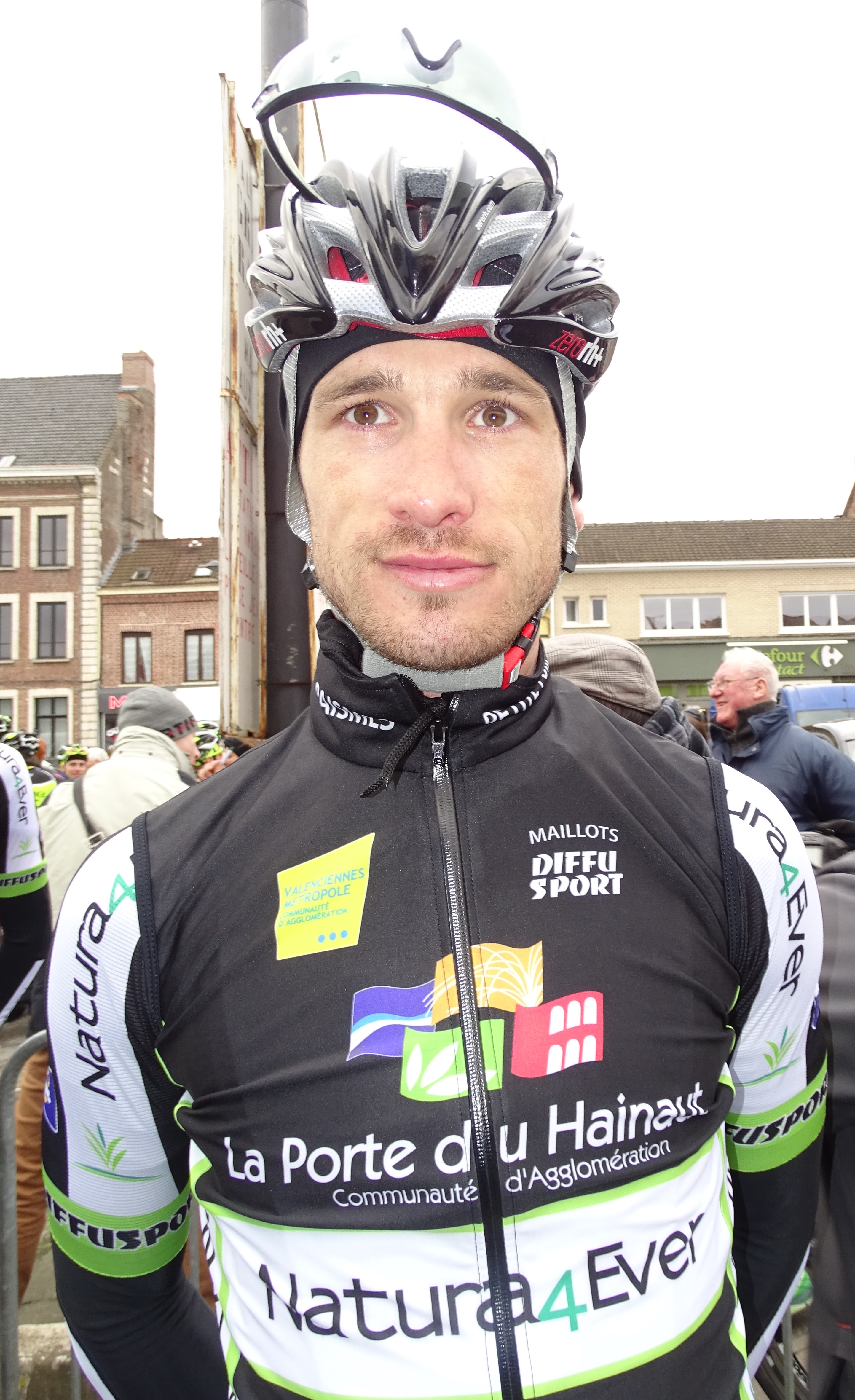
Lalouette au Grand Prix de Lillers-Souvenir Bruno Comini en 2016

Non conservé par les dirigeants roubaisiens à l'issue de la saison 2013, il est recruté par l'USSA Pavilly Barentin après avoir été un temps annoncé à l'ESEG Douai.
Au printemps 2014, il termine cinquième de La Gainsbarre et troisième de La Gislard ce qui lui permet de remporter le challenge dit du "Super G en Cotentin", il gagne aussi La Cantonale à Aix-en-Issart. Durant l'été, il finit sur la dernière marche du podium du Grand Prix Cristal Energie, du Challenge d'Or-DirectVélo et du Grand Prix des Marbriers avant de s'imposer sur une manche du Challenge mayennais à Fougerolles-du-Plessis. Kévin Lalouette s'adjuge également le Grand Prix de Blangy-sur-Bresle en devançant Hugo Hofstetter et son ancien coéquipier de l'équipe Roubaix Lille Métropole Benoît Daeninck. Il succède à Jérémy Leveau, le champion de France espoirs 2014, au palmarès de l'épreuve. En fin de saison, il est troisième du Trio normand, une course contre-la-montre par équipes, avec ses coéquipiers de l'USSA Pavilly Barentin Florian Taillefer et Christopher De Souza.
Au premier semestre de l'année 2015, il termine deuxième de La Gislard puis du Prix des Grandes Ventes. Il devient également champion de Seine-Maritime. En mai et juin, il gagne une étape de La SportBreizh et du Tour de la Manche. Il remporte aussi le Grand Prix de Luneray. Par la suite, il multiplie les places honorifiques pendant l'été et l'automne. Il est ainsi deuxième du Grand Prix de Saint-Aubert, du Circuit Jean Bart à Dunkerque et du Trio normand. En fin de saison, il remporte le Duo normand dans la catégorie réservée aux amateurs. En proie à des difficultés financières, l'USSA Pavilly Barentin le libère de son contrat en fin d'année.
Alors que certains envisagent sa retraite sportive, le journal La Voix du Nord annonce au mois d'octobre que Lalouette s'engage avec l'EC Raismes Petite-Forêt dirigée par Daniel Horain pour 2016. Au mois de mars, il se classe deuxième de Châtillon-Dijon derrière Bastien Duculty et quatrième du Tour du Canton de l'Estuaire puis remporte sa première victoire de la saison en mai lors des Boucles de la Marne (coupe de France des clubs cyclistes de DN2). En juin, il s'adjuge le titre de champion du Nord-Pas-de-Calais à Longueville et le Circuit de Wallonie. Il devient à cette occasion le premier coureur français à s'imposer sur l'épreuve belge inscrite au calendrier de l'UCI Europe Tour. En juillet et août, il obtient plusieurs places honorifiques sur les courses qu'il dispute. Il se classe notamment troisième du Prix des Trois Villages derrière Benoît Daeninck et Samuel Leroux, quatrième du Grand Prix de Cherves en coupe de France DN2 et second du Grand Prix de Boussières-sur-Sambre. Au mois d'octobre, le quotidien régional Le Parisien annonce que le coureur quitte l'EC Raismes Petite-Forêt en cessation de paiement pour rejoindre la formation isarienne du CC Nogent-sur-Oise.
Hormis une sixième place lors du  Prix des Grandes Ventes et une septième au Grand Prix de Buxerolles, son début de saison sous ses nouvelles couleurs est assez quelconque. Il doit attendre le mois de juin pour engranger sa première victoire lors du championnat inter-régional regroupant les coureurs des Hauts-de-France et de l'Île-de-France. Échappé avec son coéquipier Samuel Leroux et Anthony Pinaud, il attaque dans la dernière difficulté du circuit et s'adjuge le classement scratch de l'épreuve ainsi que le premier titre de champion des Hauts-de-France de l'histoire. Ce succès obtenu sur le circuit de Villequier-Aumont près de Chauny intervient presque un an jour pour jour après celui glané lors du championnat inter-régional qui lui avait permis de devenir  le dernier champion du Nord-Pas-de-Calais juste avant la fusion avec la région Picardie. En août, il multiplie les accessits et prend notamment la seconde place du Grand Prix de Saint-Souplet derrière Melvin Rullière et la quatrième du Prix des Trois Villages à Nivelle. Engagé par son équipe sur le Tour de Côte-d'Or, il se classe troisième de la première étape et sixième du classement général de l'épreuve. Il termine aussi treizième du Grand Prix des Marbriers (UCI Europe Tour). En septembre, il est sixième des Trois jours de Cherbourg après avoir porté le maillot du meilleur grimpeur de la course disputée dans la Manche et treizième du Grand Prix de la ville de Nogent-sur-Oise (une épreuve professionnelle que son père a remporté deux fois par le passé). Il gagne aussi le Trio normand avec ses coéquipiers Samuel Leroux et Romain Bacon.
Discret au premier semestre 2018, il joue souvent un rôle d'équipier et de capitaine de route au sein de sa formation. Il aide ainsi Clément Penven à remporter le Tour de la Mirabelle et Romain Bacon à gagner celui de la Manche. Il engrange aussi quelques accessits et se classe par exemple quatrième des Grand Prix de Masnières en avril et Ham en mai. Il monte à deux reprises sur le podium des courses auxquelles il participe en juin grâce à une troisième place obtenue au Grand Prix de Saint-Aubert et une seconde glanée neuf jours plus tard au Grand Prix de Chartres. Contrairement aux années précédentes il ne participe pas aux championnats de France de cyclisme sur route, il ne défend pas non plus son titre de champion des Hauts-de-France en juillet à Saint-Quentin. Au mois d'août il termine une nouvelle fois troisième lors du Grand Prix de Bavay dans le département du Nord. Toujours en août, Kévin Lalouette s'essaye à l'ultracyclisme et participe aux 24 heures du Mans vélo au sein d'une équipe sponsorisée par la firme SOCOPA. Il se classe second de l'épreuve mancelle avec ses coéquipiers d'un jour  Dany Maffeïs, Romain Bacon, Rémy Gras, Cyril Saillard et Alexandre Delettre. Il prend sa retraite sportive en fin de saison et accroche son dernier dossard lors de la classique automnale Paris-Connerré,,.

## Palmarès sur route

### Par années
| - 2003 - 3e de Paris-Senlis - 2004 - 3e des Deux Jours cyclistes de Machecoul - 2005 - 2e du championnat de Picardie sur route - 2006 - 3e étape du Tour du Haut-Anjou - Contre-la-montre par équipes de la Ronde de l'Oise - 3e des Boucles du Canton de Piquigny - 3e du Critérium de Douchy-les-Mines - 2007 - Prix de Saint-Maximim - Trophée des Champions - 1re étape de la Mi-août en Bretagne - 2e du Prix de Guerville - 3e de Paris-Chauny - 2008 - Mi-Août Soissonnaise : - Classement général - 1re étape - 2009 - Champion de Normandie du contre-la-montre - 2e étape de Saint-Brieuc Agglo Tour (contre-la-montre) - Classement général des Trois Jours de Cherbourg - 2e du Grand Prix de Saint-Hilaire-du-Harcouët - 2e du Circuit d'Armorique - 2e du Grand Prix de Neufchâtel-en-Bray - 2e du Prix de Landrecies - 2e de la Mi-août en Bretagne - 2e du Grand Prix des Marbriers - 3e du Saint-Brieuc Agglo Tour - 2010 - Champion de Normandie du contre-la-montre - 2e étape de la Boucle de l'Artois (contre-la-montre) - Circuit d’Armorique - Grand Prix de Beauchamps - 2ea étape du Tour de la Manche (contre-la-montre) - Saint-Brieuc Agglo Tour : - Classement général - 2e étape - 3e étape des Trois Jours de Cherbourg (contre-la-montre) - 2e de la Mi-août en Bretagne - 2e du Grand Prix des Marbriers - 2e des Trois Jours de Cherbourg - 3e du Grand Prix de Beuvry-la-Forêt - 3e de la Boucle de l'Artois | - 2011 - 2e de la Ronde de l'Oise - 2013 - Grand Prix de Gommegnies - 3e de l'Étoile d'or - 2014 - La Cantonale d'Aix-en-Issart - 3e étape du Challenge Mayennais - Grand Prix de Blangy-sur-Bresle - 3e de La Gislard - 3e du Grand Prix Cristal Energie - 3e du Grand Prix des Marbriers - 3e du Trio Normand - 2015 - 2eb étape du Tour de la Manche - Grand Prix de Luneray - 3e étape de La SportBreizh - 2e de La Gislard - 2e du Prix des Grandes Ventes - 2e du Grand Prix de Saint-Aubert - 2e du Circuit Jean Bart - 2e du Trio Normand - 2016 - Champion du Nord-Pas-de-Calais - Boucles de la Marne - Circuit de Wallonie - 2e de Châtillon-Dijon - 2e du Grand Prix de Chartres - 2e du Grand Prix de Boussières-sur-Sambre - 2e du Grand Prix Yves Leleu - 3e du Grand Prix de Gouy-sous-Bellonne - 3e de la Classique Champagne-Ardenne - 2017 - Champion des Hauts-de-France - Trio Normand (avec Samuel Leroux et Romain Bacon) - 2e du Grand Prix de Saint-Souplet - 2e du Grand Prix d'Haillicourt - 2018 - Grand Prix d'Avesnes-les-Aubert - 2e du Grand Prix de Chartres - 3e du Grand Prix de Saint-Aubert - 3e du Grand Prix de Bavay |  |

### Classements mondiaux
| Année           | 2005 | 2006 | 2007 | 2008 | 2009 | 2010 | 2011 | 2012 | 2013 | 2014 |
| --------------- | ---- | ---- | ---- | ---- | ---- | ---- | ---- | ---- | ---- | ---- |
| UCI Europe Tour | 692e | 968e |      | 903e | 248e | 229e | 469e | 695e |      | 558e |

## Palmarès sur piste

### Championnats du monde
- Championnats du monde de cyclisme sur piste 2007
  - 11e de la poursuite par équipes
- Championnats du monde de cyclisme juniors 2002
  - 5e de la poursuite

### Championnats de France
- 2002
  - 2e de la poursuite par équipes juniors
- 2003
  - 3e de la poursuite par équipes espoirs
- 2005
  - 3e de la course aux points espoirs
- 2010
  - 2e de la course aux points
  - 2e de la poursuite par équipes